# Anderson Island

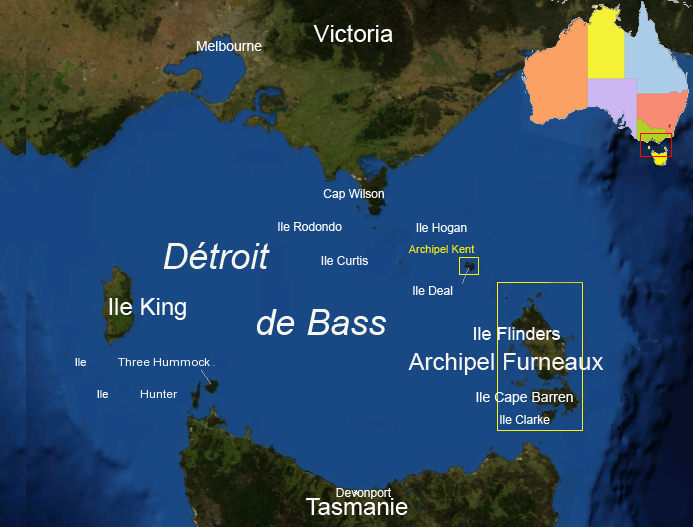
Détroit de Bass.

Anderson Island, aussi connue sous le nom de Woody Island, est une île granitique de 166 ha, au sud-est de l'Australie. Elle fait partie de l'archipel de Tin Kettle Island, en Tasmanie. Elle est située à l'est du détroit de Bass, entre Flinders et Cape Barren Islands, dans l'archipel Furneaux. Elle est en partie dédiée à la location pour le pâturage pastoral et utilisée pour les moutons et le bétail. À marée basse, l'île communique avec les îles voisines de Little Anderson et Tin Kettle Islands par des vasières.

L'île fait partie de la Zone importante pour la conservation des oiseaux de Franklin Sound Islands (Franklin Sound Islands Important Bird Area), reconnue comme telle par BirdLife International parce qu'elle héberge plus de 1 % de la population mondiale pour six espèces d'oiseaux.

## Flore et faune

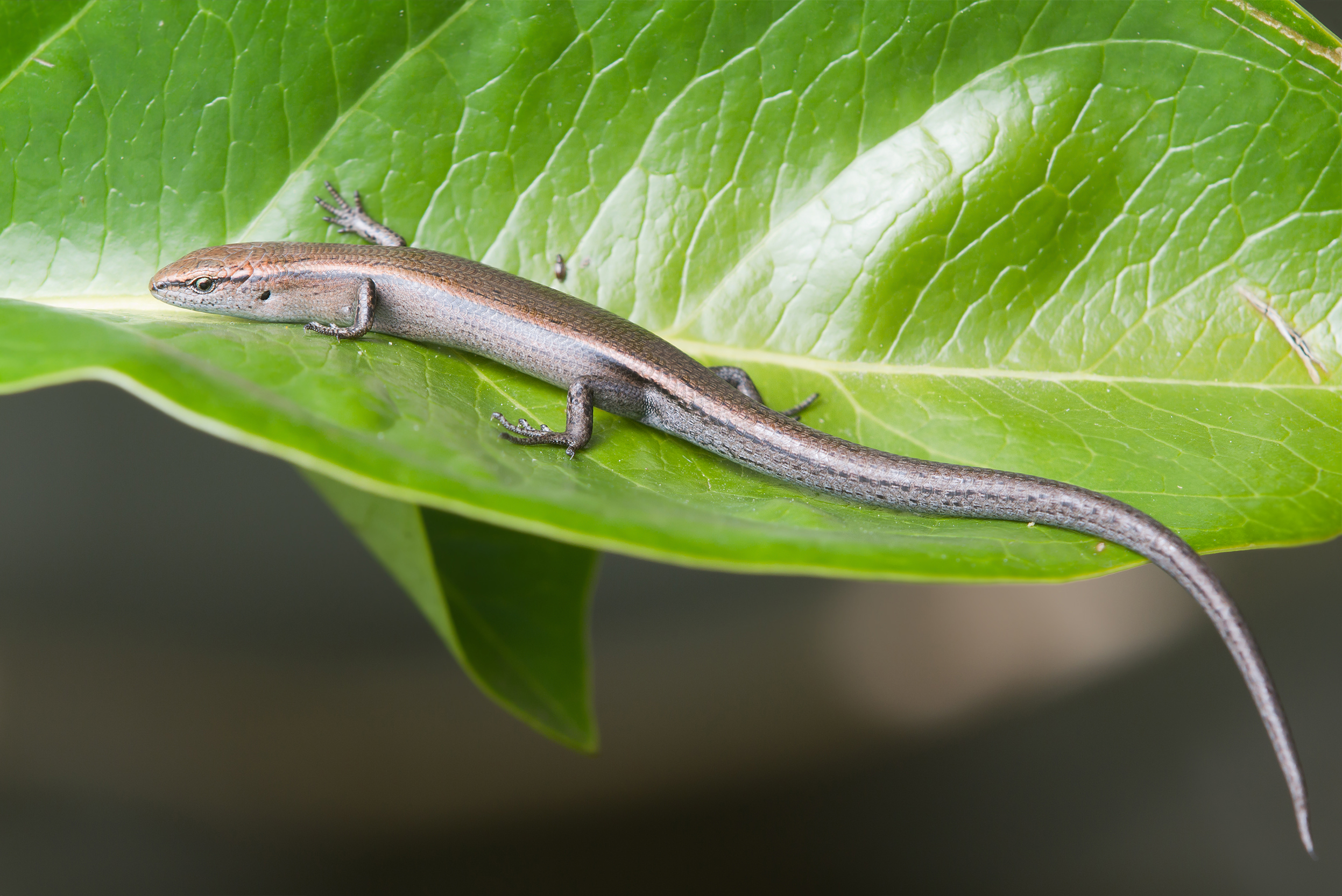
Niveoscincus metallicus, lézard endémique, le plus répandu en Tasmanie.

La majorité de la végétation de l'île a disparu, laissant place aux pâturages pour le bétail. On trouve quelques îlots rémanents de Melaleuca de Stipa sur la côte.
Comme espèces d'oiseaux marins et d'échassiers enregistrées, se reproduisant sur l'île, on rencontre :
- le manchot pygmée ;
- le goéland austral ;
- l'huîtrier fuligineux ;
- et l'huîtrier pie.

Une grande colonie de puffin à bec grêle vivait sur la côte ouest de l'île jusqu'aux dernières années du XXe siècle mais elle a été éradiquée à la suite de l'introduction de porcs qui ont détruit les terriers, puis mangé les œufs et les poussins.
Par ailleurs, le saurien Niveoscincus metallicus vit sur l'île.